# David Papineau
David Papineau (Como, 1947) és un filòsof anglès. Treballa com a professor de Filosofia de la Ciència al King's College de Londres i al City University of New York Graduate Center. Abans va ensenyar a la Universitat de Cambridge, on va ser membre del Robinson College.

## Trajectòria
Papineau es va llicenciar en Matemàtiques per la Universitat de Natal i es va doctorar en Filosofia per la Universitat de Cambridge sota la supervisió d'Ian Hacking.
Els seus esforços s'han centrat en qüestions sobre metafísica, epistemologia i filosofia de la ciència, de la ment i de les matemàtiques. La seva postura general és naturalista i realista. És un dels creadors de la teoria teleosemàntica de la representació mental, una solució al problema de la intencionalitat que deriva el contingut intencional de les nostres creences del seu propòsit biològic. També és un defensor de la solució fisicalista a posteriori al problema ment-cos.
Papineau va ser elegit president de la British Society for the Philosophy of Science per al període 1993-1995, de la Mind Association del 2009 al 2010 i de la Aristotelian Society del 2013 al 2014.

## Obra publicada
- For science in the social sciences (1978)
- Theory and meaning (1979)
- Reality and representation (1987)
- Philosophical naturalism (1993)
- Introducing consciousness (2000)
- Thinking about consciousness (2002)
- The roots of reason: philosophical essays on rationality, evolution and probability (2003)
- Philosophical devices (2012)
- Knowing the score (2017)[3]
- The metaphysics of sensory experience (2021)